# Hifuyo Uchida
Hifuyo Uchida (内田 一二四, Uchida Hifuyo) was een Japans voetballer die als aanvaller speelde.

## Japans voetbalelftal
Hifuyo Uchida maakte op 17 mei 1925 zijn debuut in het Japans voetbalelftal tijdens een Spelen van het Verre Oosten tegen Filipijnen. Hifuyo Uchida debuteerde in 1925 in het Japans nationaal elftal en speelde 2 interlands.

## Statistieken
| Japans voetbalelftal | Japans voetbalelftal | Japans voetbalelftal |
| Jaar                 | Wed.                 | Dlp.                 |
| -------------------- | -------------------- | -------------------- |
| 1925                 | 2                    | 0                    |
| Totaal               | 2                    | 0                    |